# Hamlet (produção do Teatro de Arte de Moscovo em 1911)

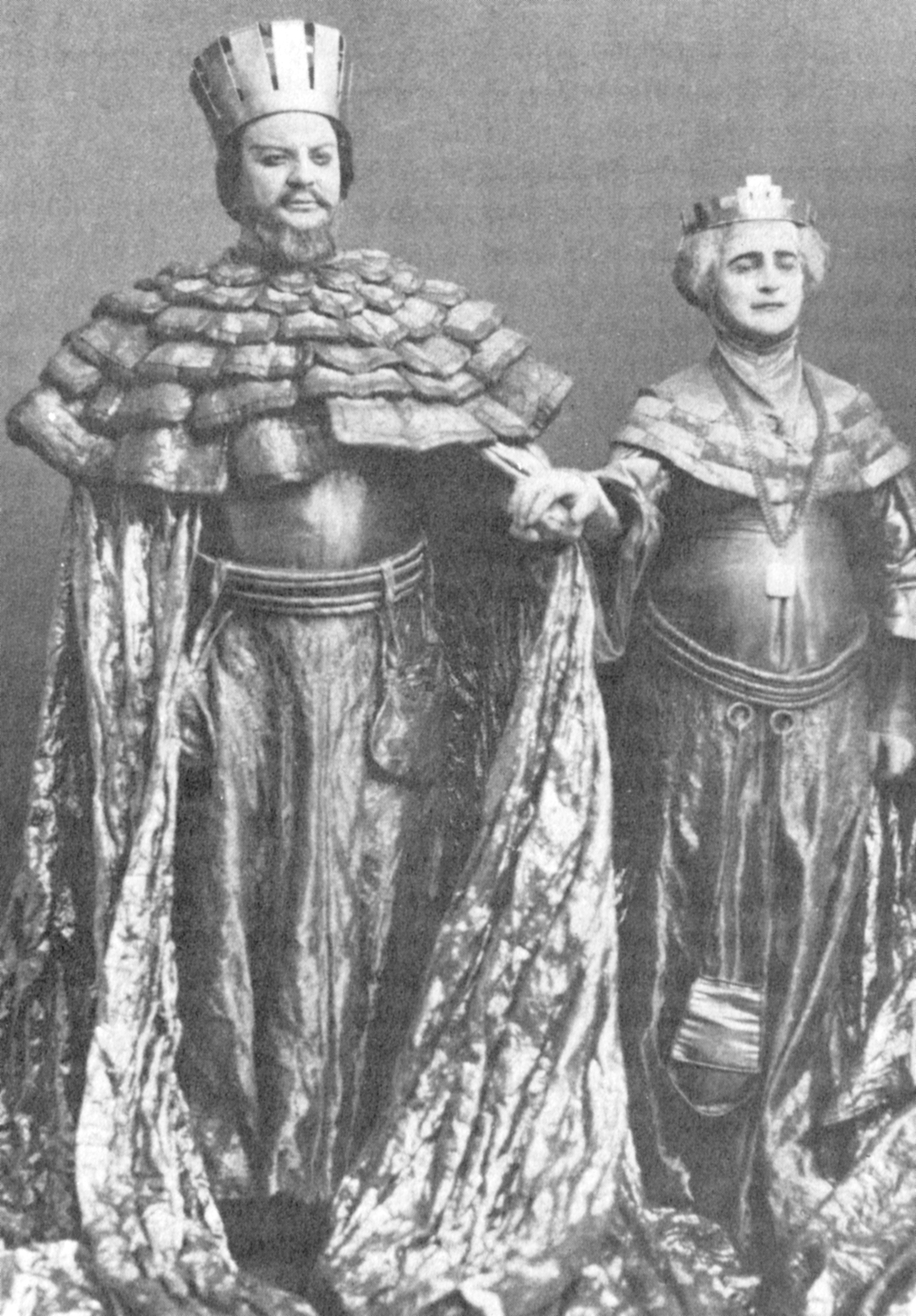
Nikolai Massalitinov como Rei Claudius e Olga Knipper como Gertrude.

A produção do Teatro de Arte de Moscou de Hamlet (estreada em janeiro de 1912, segundo o calendário gregoriano), foi realizada por dois grandes artistas que influenciaram fortemente o teatro no século XX: o ator e diretor russo Constantin Stanislavski (1863-1938) e o também ator e diretor inglês Edward Gordon Craig (1872-1966). Ambos se conheceram em 1908, apresentados pela coreógrafa norte-americana Isadora Duncan, quando começaram então a planejar a montagem teatral de importância histórica.

## História da montagem

Desenho de Edward Gordon Craig para a primeira cena da corte(1.2).

O inglês Gordon Craig e o russo Constantin Stanislavski foram apresentados por Isadora Duncan em 1908. A importante dançarina  sugerira a Stanislavski convidar Gordon Craig para realizar uma encenação no Teatro de Arte de Moscou. Uma série doença de Stanislavski atrasou o início da produção, que estreou em 5 de Janeiro de 1912|23 de Dezembro de 1911 (calendário juliano). Apesar de críticas desfavoráveis publicadas pela imprensa russa, esta encenação atraiu atenção mundial com artigos positivos publicados em Londres no The Times e na França. A produção colocou o Teatro de Arte de Moscou entre os principais da Europa Ocidental. Esta encenação realizada por estes dois grandes mestres do teatro influenciará a história do estilo teatral e revolucionará a encenação das peças de Shakespeare no século XX  Tornou-se também "uma das mais apaixonadas discussões na história do teatro moderno."

## Concepção da encenação
Craig concebeu a montagem com uma abordagem simbolista, abstrata, não realista. O aspecto marcante foi o uso de um mesmo cenário que variava de cena a cena por grandes painéis que modificavam o tamanho e o recorte da área de atuação e pela iluminação.

## Cronologia da produção e de sua recepção
Em resposta ao grande entusiasmo expresso por Isadora Duncan sobre o trabalho de Gordon Craig, Stanislavski sugeriu ao conselho diretor do teatro a convidar Craig a vir até Moscou. Este chega em outubro de 1908. Em janeiro de 1909 foi decidido que a produção estrearia em 1910, começando-se imediatamente seu planejamento. Os ensaios começam em março de 1909, sob a supervisão de Stanislavski. Em abril Craig retorna a Rússia, encontrando-se com Stanislavski em São Petersburgo, onde a companhia  estava se apresentando. Juntos eles analisaram a peça cena a cena, depois linha após linha, e organizaram um meticuloso plano de ação que incluía a trilha sonora e um esboço da marcação. Eles se entendiam numa mistura de alemão e inglês. Eles retornam a Moscou em maio e trabalham juntos até o início de junho, quando Stanislavski viaja a Paris.
Em fevereiro de 1910 Craig retorna a Moscou, logo após a estreia de Um Mês no Campo de Ivan Turgenev produzida por Stanislavski, apontada como uma grande experiência no sistema de interpretação então elaborado por Stanislavski. Ambos planejam ensaiar a compania juntos até abril, depois do qual Stanislavski iria continuar sozinho até o verão russo. Em agosto Craig retornará uma vez mais e a produção será programada para estrear em novembro de 1910. Entretanto Stanislavski foi diagnosticado com febre tifóide e a produção será adiada para 1911. Stanislavski retornará aos ensaios apenas em abril de 1911 finalmente estreando Hamlet em 5 de janeiro de 1912. Os atores deste espetáculo receberam críticas desfavoráveis, menos Vasili Kachalov (Hamlet)..

## Galeria de imagens

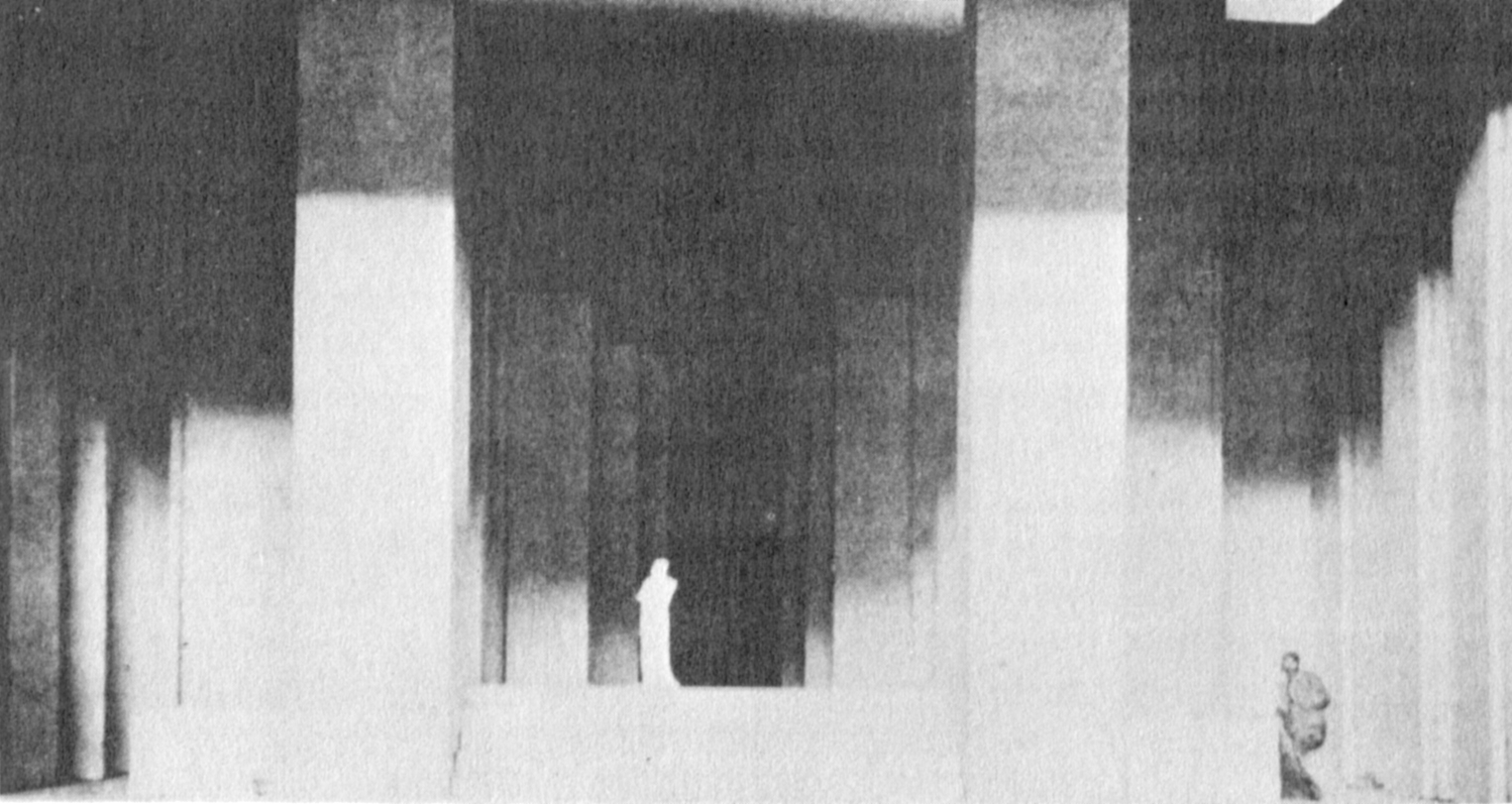
Desenho de Craig para a cena final.
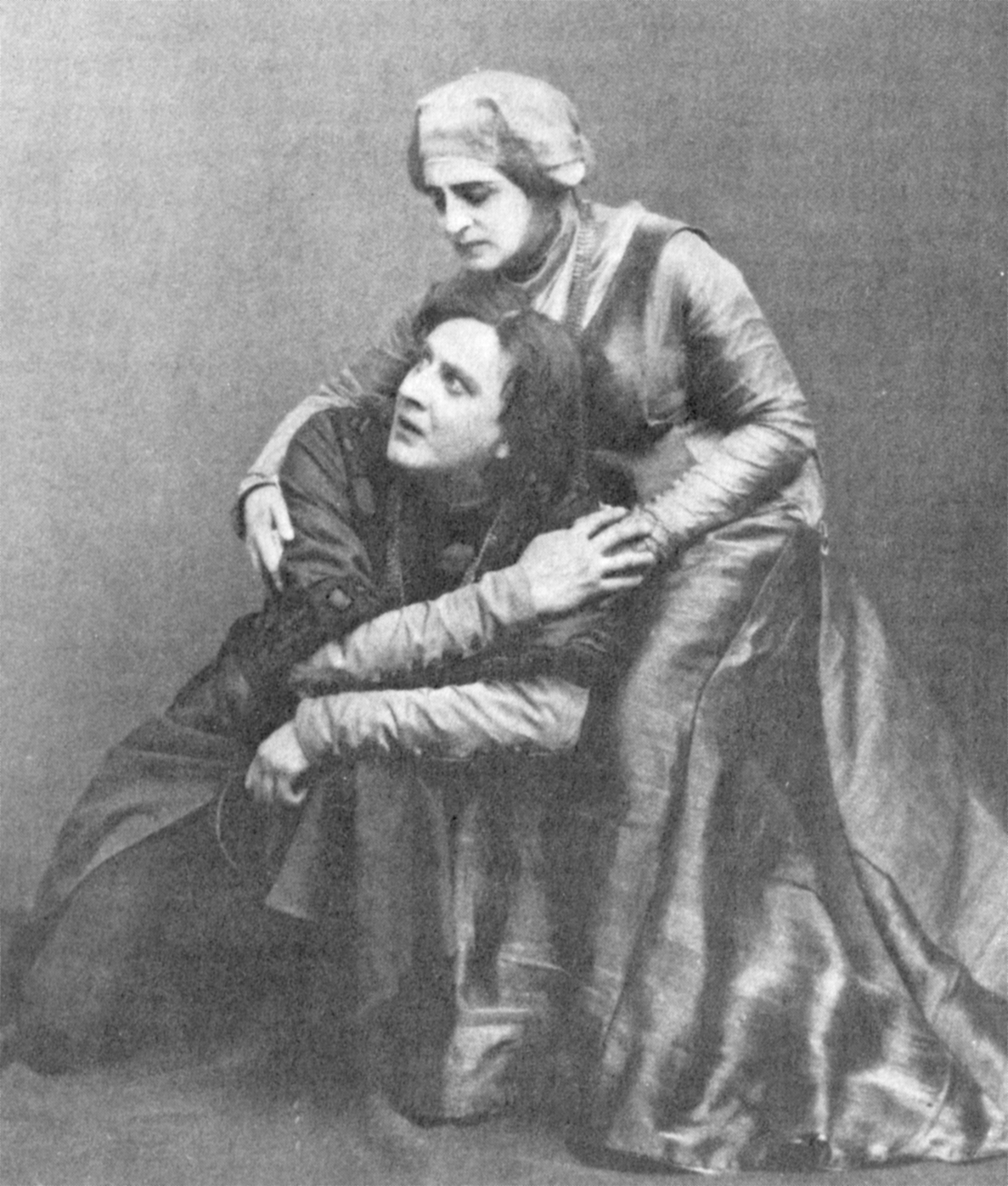
Vasili Kachalov no papel do príncipe Hamlet e Olga Knipper como Gertrude (3.4).
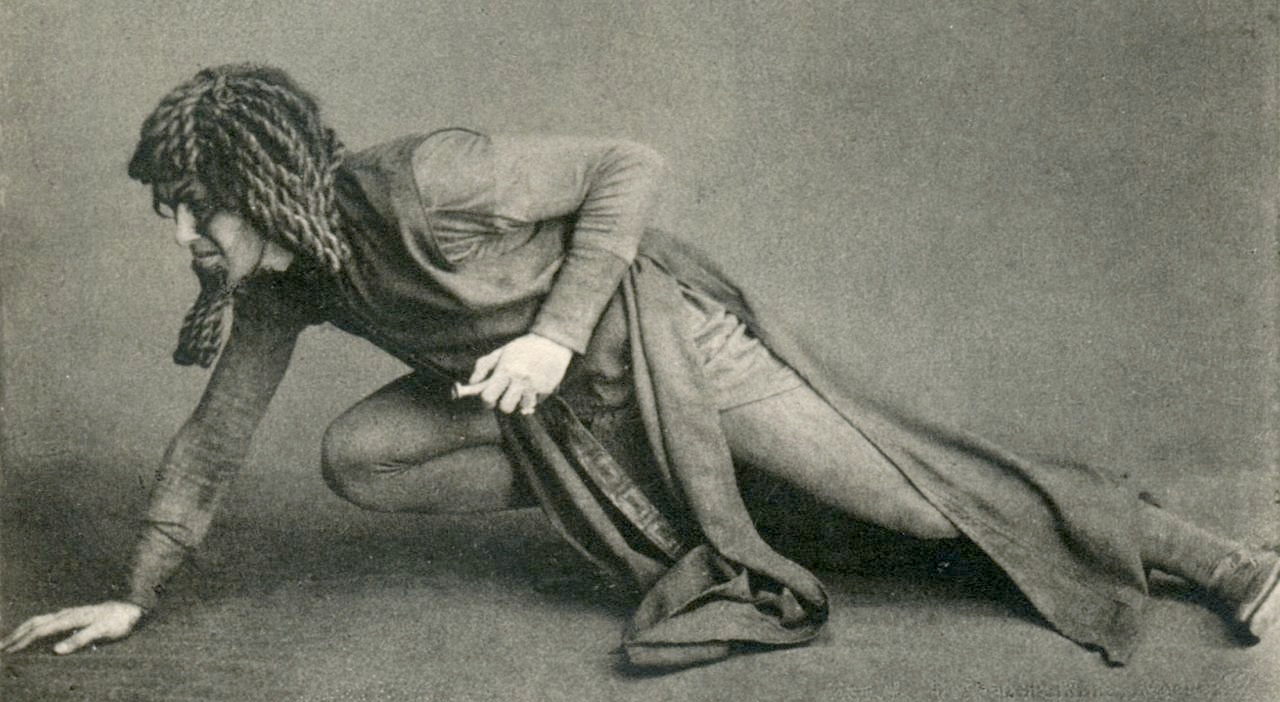
B. M. Alfonin como Lucianus, na cena do teatro dentro do teatro

## Elenco da estreia
conforme Senelick 
- Hamlet: Vasili Kachalov
- Rei Claudio : Nikolai Massalitinov
- Gertrude: Olga Knipper
- Ophelia: Olga Gzovskaia
- Laertes: Richard Boleslavsky
- Polonius: Vasily Luzhsky
- Horacio: Konstantin Khokhlov
- Rosencrantz: S. Voronov
- Guildenstern: Boris Sushkevich
- Osric: V. Tezavrovsky
- Fantasma do Pai de Hamlet: N. Znamensky
- Fortinbras: Ivan Bersenev
- Rei ator: A. Vishnevsky
- Rainha atriz: P. Zharikov
- 3o. ator/Luciano: B. Afonin
- 4o. ator/Prólogo: A. Bondyrev
- Bernardo: B. Afonin
- Coveiro 1: V. Gribunin
- Coveiro 2r: P. Pavlov
- Padre: I. Lazarev
- Francisco: N. Podgorny
- Marcelo: P. Baksheev
- Voltimand: A. Barov
- Cornelius: Boltin